# Chelonus gracilis
Chelonus gracilis är en stekelart som beskrevs av Mccomb 1968. Chelonus gracilis ingår i släktet Chelonus och familjen bracksteklar. Inga underarter finns listade i Catalogue of Life.